# Jason Plato

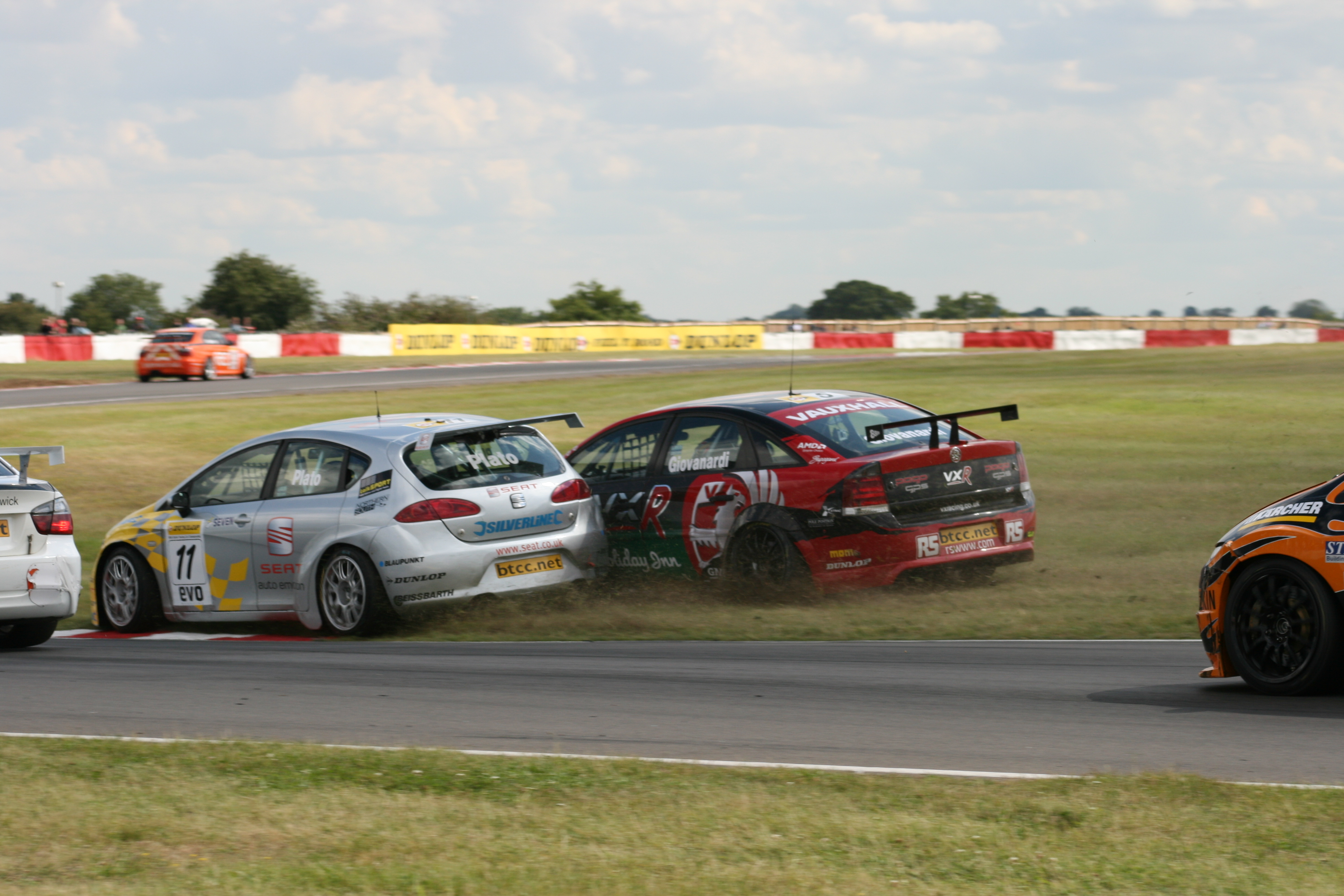
Jason Plato chocando con Fabrizio Giovanardi en una carrera del Campeonato Británico de Turismos 2007 en Snetterton.

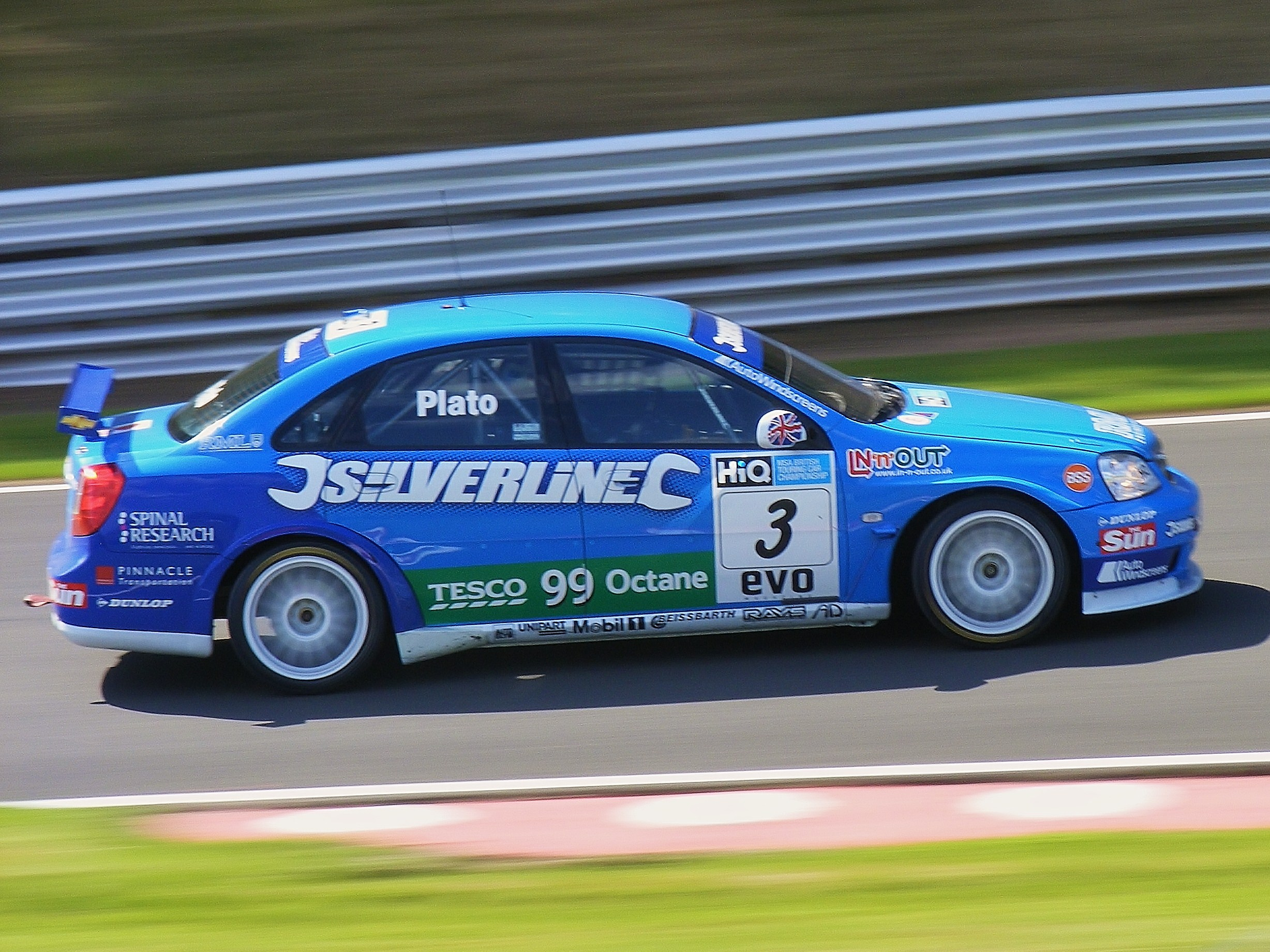
Jason Plato pilotando su Chevrolet Lacetti en la fecha de Oulton Park del Campeonato Británico de Turismos 2009.

Timothy Jason Plato (14 de octubre de 1967, Oxford, Inglaterra, Reino Unido) es un piloto de automovilismo británico que se ha destacado en el Campeonato Británico de Turismos. Fue campeón en 2001 y 2010, subcampeón en 2006, 2007, 2009. 2014 y 2015, tercero en 1997, 2004, 2008, 2011, 2012 y 2013, cuarto en 2005 y quinto en 1998, 1999 y 2000. A diciembre de 2015, ostenta el récord de victorias en la categoría con 94. Asimismo, Plato es presentador del programa de televisión sobre automóviles Fifth Gear.

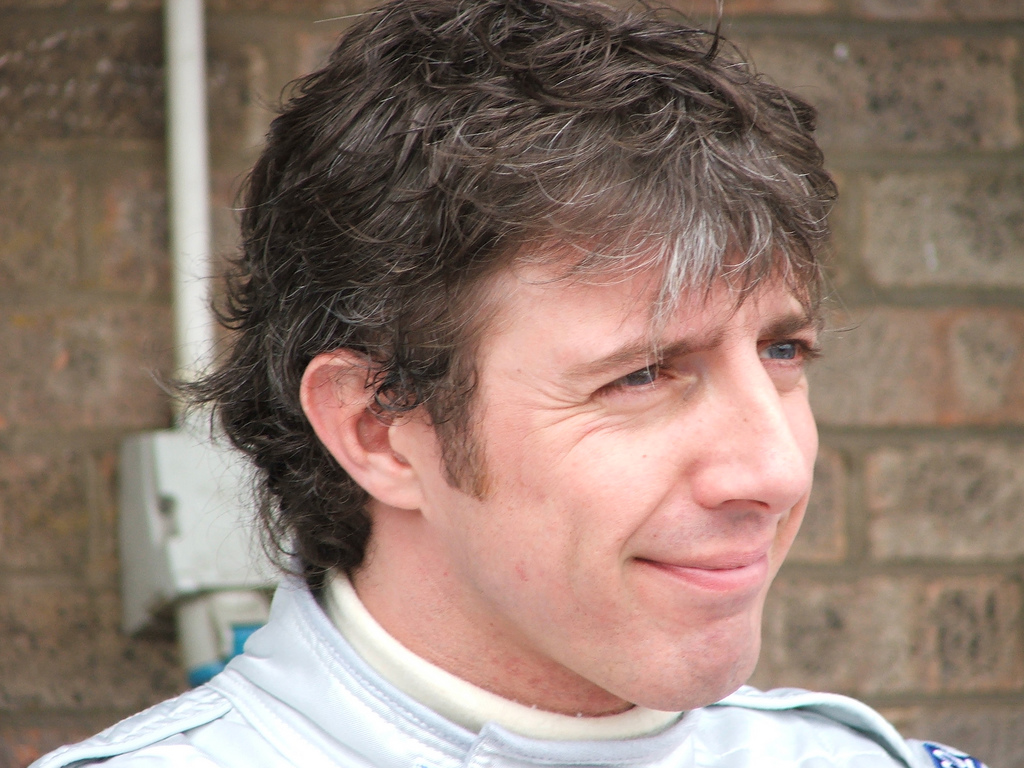
Jason Plato fotografiado en 2005.

## Inicios (1981-1996)
Plato se inició en el karting en 1981. En 1989 dio el salto a los monoplazas. En 1990 y 1991 disputó la Fórmula Renault. A continuación participó en la Fórmula 3 Británica en 1992 y la Fórmula Vauxhall en 1993. Más tarde compitió en sport prototipos, y ganó la Copa Renault Spider Británica 1996.

## Renault, Vauxhall y ASCAR (1997-2001)
Eso le valió que Williams, el equipo oficial de Renault en el Campeonato Británico de Turismos, lo contratara para la temporada 1997 a la edad de 29 años. Resultó tercero en 1997, quinto en 1998 y quinto en 1999, siempre al volante de un Renault Laguna.
En 2000 y 2001, Plato fue piloto de Triple Eight, el equipo oficial de Vauxhall en el torneo. Fue quinto en 2000 con un Vauxhall Vectra, y en 2001 obtuvo la corona frente a sus compañeros de equipo Yvan Muller y James Thompson en un año dominado por los Vauxhall Astra.
El británico dejó el Campeonato Británico de Turismos en 2002 y pasó a la ASCAR, un campeonato británico de stock cars disputado en el óvalo de Rockingham Motor Speedway, con el objetivo de mudarse a Estados Unidos y competir en la NASCAR. Terminó tercero en el certamen, pero dejó el proyecto de lado.

## Seat (2002-2008)
Plato se convirtió en empleado de Seat en 2003, donde fue instructor de los pilotos de la nueva Copa Seat León Británica. Al año siguiente, el piloto volvió a competir en el Campeonato Británico de Turismos en un Seat Toledo oficial de RML junto a Robert Huff, campeón de la Copa Seat León Británica. En 2004 resultó tercero, por detrás de Thompson y Muller de Vauxhall, y en 2005 terminó cuarto. También en 2005, Plato participó en cuatro fechas del Campeonato Mundial de Turismos en un Seat Toledo oficial, donde sumó un segundo lugar en la segunda manga en la cita de Silverstone.
RML cambió los Seat Toledo por los Seat León en 2006. Plato fue subcampeón ese año detrás de Matt Neal, y en 2007 repitió resultado al obtener tres puntos menos que Fabrizio Giovanardi. El británico quedó tercero en 2008, siendo batido por Giovanardi y Mat Jackson, esta vez conduciendo un Seat León con motor Diésel.

## Chevrolet y MG (2009-presente)
RML perdió el apoyo oficial de Seat en 2009, y se convirtió en un equipo privado. Plato permaneció y pilotó uno de los Chevrolet Lacetti, terminando derrotado por Colin Turkington en la lucha por el título. Con apoyo oficial de Chevrolet, el piloto consiguió su segundo campeonato en 2010 derrotando a Neal y Gordon Shedden, la dupla de Honda. Ellos se tomaron revancha en 2011, dejando a Plato en la tercera colocación final.
Plato retornó a Triple Eight en 2012, para pilotar un MG 6 oficial. Acumuló seis victorias y 16 podios en 30 carreras, que lo dejaron con el tercer puesto final. En 2013 logró ocho triunfos y 12 podios, quedando así tercero en el campeonato por detrás de Andrew Jordan y Shedden.
Continuando en el equipo oficial MG en 2014, Plato logró seis victorias y 14 podios en 30 carreras, por lo que resultó subcampeón por detrás de Turkington.
En 2015, Plato pasó al equipo MBR para pilotar un Volkswagen CC. Consiguió seis victorias, diez podios y 17 top 5 en 30 carreras, por lo que nuevamente resultó subcampeón, cuatro puntos detrás de Shedden.

## Otras competiciones
Plato fue piloto invitado en varias carreras de resistencia del V8 Supercars. En 1997, corrió los 1000 km de Bathurst de Superturismo junto con Alain Menu en un Renault Laguna de Williams. En 2000, llegó sexto en dicha carrera junto a Yvan Muller en un Holden Commodore, cuando corrían el Campeonato Británico de Turismos para Vauxhall, también una marca de General Motors. Plato fue escudero del múltiple campeón Peter Brock en los 500 km de Sandown y los 1000 km de Bathurst, nuevamente en un Holden Commodore.
Por otra parte, Plato disputó varias carreras de estrellas. Compitió en la Carrera de Campeones de 2008, 2010 y 2015; en 2010 fue finalista de la Copa de las Naciones junto a Andy Priaulx, y fueron derrotados por Michael Schumacher y Sebastian Vettel. Plato disputó el BTCC Masters en 2004, donde abandonó tras un choque.